# ゼネラル・エレクトリック LMS100
ゼネラル・エレクトリック LMS100 とはゼネラル・エレクトリック社が生産するガスタービンエンジンである。
現在のLMS100は100MWの出力があり、効率はLHVオープンサイクル運転で47%である。現在入手しうる最高効率のガスタービンであり最大の航空機用の派生系でもある。
LMS100はLM6000を元に開発された。LMS100は低圧圧縮機と中間冷却器とLM6000を基にしたスーパーコアとパワータービンを備える。
1台のLMS100エンジンがバージン電力社によって2006年7月からサウスダコタ州Groton近郊で商業用に運用されている。